# ريتشارد ستون (ملحن)
ريتشارد ستون (بالإنجليزية: Richard Stone)‏ هو ملحن أمريكي، ولد في 27 نوفمبر 1953 في فيلادلفيا في الولايات المتحدة، وتوفي في 9 مارس 2001 في West Hills, Los Angeles ‏ في الولايات المتحدة بسبب سرطان البنكرياس.

## البرامج
- ريسكيو 911.

## وصلات خارجية
- ريتشارد ستون على موقع IMDb (الإنجليزية)
- ريتشارد ستون على موقع ميوزك برينز (الإنجليزية)
- ريتشارد ستون على موقع أول موفي (الإنجليزية)
- ريتشارد ستون على موقع أول ميوزيك (الإنجليزية)
- ريتشارد ستون على موقع ديسكوغز (الإنجليزية)
- ريتشارد ستون على موقع قاعدة بيانات الفيلم (الإنجليزية)